# Paterna
Paterna település Spanyolországban, Valencia tartományban. Paterna Valencia, Bétera, Burjassot, Quart de Poblet, L’Eliana, Godella, Manises, Riba-roja de Túria, San Antonio de Benagéber és La Pobla de Vallbona községekkel határos. Lakosainak száma 74 822 fő (2024).

## Népesség
A település népessége az utóbbi években az alábbiak szerint változott:
| Lakosok száma | 47 687 | 51 162 | 59 043 | 64 023 | 67 356 | 67 156 | 68 547 | 70 195 | 71 880 | 74 822 |
|               | 2001   | 2004   | 2007   | 2009   | 2012   | 2014   | 2017   | 2019   | 2022   | 2024   |